# Hermann Flörke
Hermann Flörke (23 de outubro de 1893 — 19 de agosto de 1979) foi um oficial alemão que serviu no Deutsches Heer durante a Segunda Guerra Mundial. Foi condecorado com a Cruz de Cavaleiro da Cruz de Ferro com Folhas de Carvalho.

## Condecorações
| Cruz de Ferro (1914) 2ª Classe                                      | 15 de junho de 1915    |
| Cruz de Ferro (1914) 1ª Classe                                      | 27 de agosto de 1917   |
| Distintivo de Feridos (1914) em Preto                               |                        |
| Cruz Hanseática de Hamburgo                                         |                        |
| Cruz de Cavaleiro da Ordem da Casa Real de Hohenzollern com Espadas |                        |
| Cruz de Honra da Guerra Mundial 1914/1918                           |                        |
| Cruz de Ferro (1939) 2ª Classe                                      | 15 de outubro de 1939  |
| Cruz de Ferro (1939) 1ª Classe                                      | 21 de maio de 1940     |
| Cruz Germânica em Ouro                                              | 23 de outubro de 1942  |
| Cruz de Cavaleiro da Cruz de Ferro                                  | 15 de dezembro de 1943 |
| Cruz de Cavaleiro da Cruz de Ferro com Folhas de Carvalho nº 565    | 2 de setembro de 1944  |
| Mencionado na Wehrmachtbericht                                      | 19 de novembro de 1943 |
| Grande Cruz da Ordem do Mérito da República Federal da Alemanha     | 10 de março de 1967    |
| Mérito da República Federal da Alemanha                             | 10 de março de 1967    |